# Onycocaris callyspongiae
Onycocaris callyspongiae är en kräftdjursart som beskrevs av Fujino och Miyake 1969. Onycocaris callyspongiae ingår i släktet Onycocaris och familjen Palaemonidae. Inga underarter finns listade i Catalogue of Life.